# FNNモーニングワイド ニュース&スポーツ
『FNNモーニングワイド ニュース&スポーツ』（エフエヌエヌモーニングワイド ニュースアンドスポーツ）は1982年4月1日から1986年3月31日までフジテレビ以下FNN各局で放送された朝の報道番組。放送時間は6:30 - 7:25（JST）。東海テレビ・関西テレビ・テレビ西日本・テレビ宮崎など、一部局ではタイトルが改題されて放送された。

## 歴代キャスター
| 期間          | 期間          | 総合司会     | 総合司会        | アシスタント | アシスタント | スポーツ | コーナー担当 | タウン情報   | おはようニューヨーク | お天気     |
| ------------- | ------------- | ------------ | --------------- | ------------ | ------------ | -------- | ------------ | ------------ | -------------------- | ---------- |
| 期間          | 期間          | 月 - 火曜日  | 水 - 金曜日     | 月 - 水曜日  | 木 - 金曜日  | スポーツ | コーナー担当 | タウン情報   | おはようニューヨーク | お天気     |
| 1982年4月1日  | 1982年9月30日 | 増田明男2・3 | 永島信道1・2・3 | 西依ちづる   | 西依ちづる   | 松倉悦郎 | 堺正幸       | きゃんひとみ | 不明                 | 志摩のぶ子 |
| 1982年10月1日 | 1983年3月31日 | 増田明男2・3 | 永島信道1・2・3 | 海野まり子2  | 小出美奈     | 松倉悦郎 | 堺正幸       | きゃんひとみ | 不明                 | 志摩のぶ子 |
| 1983年4月1日  | 1984年3月30日 | 増田明男2・3 | 永島信道1・2・3 | 海野まり子2  | 小出美奈     | 松倉悦郎 | 山中秀樹     | きゃんひとみ | 城ヶ崎祐子           | 志摩のぶ子 |
| 1984年4月2日  | 1984年9月28日 | 堺正幸       | 永島信道1・2・3 | 海野まり子   | 海野まり子   | 牧原俊幸 | 山中秀樹     | きゃんひとみ | 城ヶ崎祐子           | 志摩のぶ子 |
| 1984年10月1日 | 1985年3月29日 | 堺正幸       | 永島信道1・2・3 | 吉崎典子4    | 吉崎典子4    | 牧原俊幸 | 山中秀樹     | きゃんひとみ | 城ヶ崎祐子           | 志摩のぶ子 |
| 1985年4月1日  | 1986年3月31日 | 堺正幸       | 永島信道1・2・3 | 吉崎典子4    | 吉崎典子4    | 牧原俊幸 | 川端健嗣5    | きゃんひとみ | 土井尚子             | 志摩のぶ子 |

- 1 『FNNテレビ朝刊』から続投。
- 2 『FNNニュースレポート5:30』と兼務（増田は1982年4月から1983年3月まで、永島は1983年4月から1984年3月まで）。
- 3 『FNNニュースレポート23:30』と兼務（増田は1982年4月から1983年3月まで、永島は1983年4月から1984年3月まで）。
- 4  1986年3月3日から3月21日まで『FNNニュースレポート11:30』と兼務。
- 5 『FNNモーニングコール』も続投。

## オープニングとテーマ音楽

### テーマ音楽
- テーマ曲はたかしまあきひこが担当。

### オープニング
- 1982年4月 - 1984年3月：テーマソングをBGM、お天気カメラによる首都圏の映像を写しつつ、まず「FNNモーニングワイド」のアニメ風テロップを出し、次に画面左下に「ニュース」、次いで右下に「スポーツ」と小出しした後、「ニュース&スポーツ」のサブタイトルを出した。
- 1984年4月 - 1986年3月：不明（CGによるアニメ風テロップ テーマソングは変わらず バックは引き続きお天気カメラによる首都圏の映像）

### ジングル
1982年4月 - 1984年3月
不明
1984年4月 - 1986年3月
CGによるデジタル時計(例 6:53)の周囲を秒針が点滅し、ガラスベルの「カラカラコローン」という音とともに「時刻はまもなく6時53分40秒です」等のアナウンスが入っていた。

## ネット状況

### ネット局
| 放送対象地域   | 放送局               | 当時の系列  | 備考 |
| -------------- | -------------------- | ----------- | --- |
| 関東広域圏     | フジテレビ (CX)      | FNN         | 基幹・制作局 |
| 北海道         | 北海道文化放送 (UHB) | FNN         | |
| 宮城県         | 仙台放送 (OX)        | FNN         | |
| 秋田県         | 秋田テレビ (AKT)     | FNN/ANN     | テレビ朝日の『ANNニュースセブン』も 放送のため7:00で飛び降り |
| 山形県         | 山形テレビ (YTS)     | FNN         | 現在はANN系列 |
| 福島県         | 福島テレビ (FTV)     | FNN         | JNNを脱退、FNNに加盟した1983年4月1日から。 1983年9月までTBSテレビの『朝のホットライン』を 放送のため7:00で飛び降り                                               |
| 新潟県         | 新潟総合テレビ (NST) | FNN/ANN→FNN | 現・NST新潟総合テレビ 1983年9月まで全国朝日放送の『ANNニュースセブン』も 放送のため6:55で飛び降り、7:12に飛び乗り                                                |
| 長野県         | 長野放送 (NBS)       | FNN         | |
| 静岡県         | テレビ静岡 (SUT)     | FNN         | |
| 富山県         | 富山テレビ (T34)     | FNN         | 現・BBT |
| 石川県         | 石川テレビ (ITC)     | FNN         | 1983年4月から。当初は6:54開始。1984年4月から6:30開始。 1983年3月まで前番組『FNN石川テレビ朝刊』のタイトルを継続。 北陸中日新聞提供のため独自のオープニングを使用 |
| 福井県         | 福井テレビ (FTB)     | FNN         | |
| 中京広域圏     | 東海テレビ (THK)     | FNN         | 『FNNモーニングワイド630』に改題 |
| 近畿広域圏     | 関西テレビ (KTV)     | FNN         | 『ザ・モーニング630』に内包 |
| 島根県・鳥取県 | 山陰中央テレビ (TSK) | FNN         | |
| 岡山県・香川県 | 岡山放送 (OHK)       | FNN         | |
| 広島県         | テレビ新広島 (TSS)   | FNN         | |
| 愛媛県         | 愛媛放送 (EBC)       | FNN         | 現・テレビ愛媛 |
| 福岡県         | テレビ西日本 (TNC)   | FNN         | 『TNCモーニングワイド』に改題 |
| 佐賀県         | サガテレビ (STS)     | FNN         | 『stsモーニングワイド FNN』に改題 |
| 熊本県         | テレビ熊本 (TKU)     | FNN/ANN     | |
| 宮崎県         | テレビ宮崎 (UMK)     | FNN/NNN/ANN | 『UMKニュース』に改題。 当時は6:40放送開始のため編成の都合で7:15から飛び乗り （国政選挙実施翌日などは全編放送）                                                  |
| 沖縄県         | 沖縄テレビ (OTV)     | FNN         | 前番組『FNNテレビ朝刊』のタイトルを継続。 当時は7:00放送開始のため編成の都合で7:15から飛び乗り （国政選挙実施翌日などは全編放送）                                |

| フジテレビおよびFNN系列 平日朝のFNNニュース                                             | フジテレビおよびFNN系列 平日朝のFNNニュース | フジテレビおよびFNN系列 平日朝のFNNニュース |
| 前番組                                                                                  | 番組名                                      | 次番組                                      |
| --------------------------------------------------------------------------------------- | ------------------------------------------- | ------------------------------------------- |
| FNNテレビ朝刊                                                                           | FNNモーニングワイド ニュース&スポーツ       | FNNモーニングコール                         |
| フジテレビ 平日6:30 - 7:25枠                                                            |                                             |                                             |
| プロ野球ニュース （再放送） ※6:30 - 7:10生活百科 ※7:10 - 7:15FNNテレビ朝刊 ※7:15 - 7:30 | FNNモーニングワイド ニュース&スポーツ       | FNNモーニングコール                         |